# FK Smena Komsomolsk aan de Amoer
FK Smena Komsomolsk aan de Amoer (Russisch: ФК Смена Комсомольск-на-Амуре) is een Russische voetbalclub uit Komsomolsk aan de Amoer.

## Geschiedenis
De club werd in 1935 opgericht. In 1957 speelde de club voor het eerst in de tweede klasse van de toenmalige Sovjet-Unie. De club eindigde steevast in de lagere middenmoot tot de club door competitiehervorming in 1963 in de derde klasse ging spelen en daar in het eerste jaar derde werd. De volgende jaren werd de club weer een middenmoter en na een laatste plaats in 1970 degradeerde de club uit de nationale reeksen. In 1978 keerde de club terug en werd opnieuw een middenmoter en speelde in de derde klasse tot aan het einde van de Sovjet-Unie in 1991 met een derde plaats in 1984 als beste notering.  
Na het uiteenvallen van de Sovjet-Unie ging de club in 1992 van start in de eerste divisie, de tweede klasse en degradeerde daar meteen. Ook de volgende twee seizoenen eindigde de club laatste en verdween voor enkele jaren uit de nationale reeksen. In 1999 speelde de club in de vierde klasse. 
Sinds 2002 speelt de club onafgebroken in de tweede divisie. In 2008 werden ze vicekampioen achter FK Tsjita. In 2016 werden ze kampioen, maar de club verkoos om niet te promoveren omdat ze dit financieel niet rond kregen. Voor het seizoen 2018/19 werd voorgesteld om de competitie in het oosten van Rusland onder te verdelen in een regio Siberië en een regio Verre Oosten. De meeste clubs waren echter uit Siberië, vanwege de hoge reiskosten besloot Smena om zich terug te trekken uit de competitie. 

## Naamswijzigingen
- 1935—1938: Stroitel
- 1940—1946: Krylja Sovetov
- 1947—1956: Dinamo
- 1957—1959: Lokomotiv
- 1960—1977: Avangard
- 1977—1994: Amoer
- 2002—????: Smena